# Complex Sportif (métro de Séoul)
Complex Sportif (en coréen : 종합운동장역 et officiellement en anglais : Sports Complex) est une station de correspondance entre la ligne 2 et la ligne 5 du métro de Séoul. Elle est située, 23 Olympic-ro, dans l'arrondissement de Songpa-gu, à Séoul en Corée du Sud. Elle dessert notamment le complexe sportif de Jamsil, qui a accueilli les Jeux olympiques d'été de 1988. Il comprend notamment le stade olympique et le Stade de baseball Jamsil.
Ouverte en 1980 pour la ligne 2, elle devient une station de correspondance en 2015. Elle est desservie par les rames omnibus de la ligne 2 et les rames omnibus ou express de la ligne 9.

## Situation sur le réseau

Plan du réseau (2023)

Établie en souterrain, la station de correspondance Complex Sportif est située : sur la ligne principale circulaire de la ligne 2 du métro de Séoul, entre la station Samseong, en direction de Hôtel de Ville, rotation dans le sens des aiguilles d'une montre sur la section circulaire, et la station Jamsilsaenae, en direction de Hôtel de Ville, rotation dans le sens des aiguilles d'une montre sur la section circulaire ; elle est également située sur la ligne 9 du métro de Séoul, entre la station Bongeunsa, en direction du terminus nord/ouest Gaehwa, et la station Samjeon, en direction du terminus sud/est VHS Medical Center.

## Histoire
La station Complex Sportif de la ligne 2 du métro de Séoul est ouverte à l'exploitation le 31 octobre 1980. Elle est nommée en relation avec la présence du complexe sportif Jamsil. En prévision des Jeux olympiques d'été de 1988 à Séoul, les quais sont construits plus larges que dans les autres stations de la ligne.
La station Complex Sportif de la ligne 9 du métro de Séoul est mise en service le 28 mars 2015, lors de l'ouverture à l'exploitation des 4,5 km de la section de Sinnonhyeon à Complex Sportif.

## Services aux voyageurs

### Accès et accueil
Domicilié au 23 Olympic-ro, elle dispose de neuf accès numérotés 1 à 9. Elle est organisée sur quatre niveaux souterrains reliés par des escaliers et des ascenseurs. Elle est équipée d'automates notamment pour l'achat titres de transport.

Installations
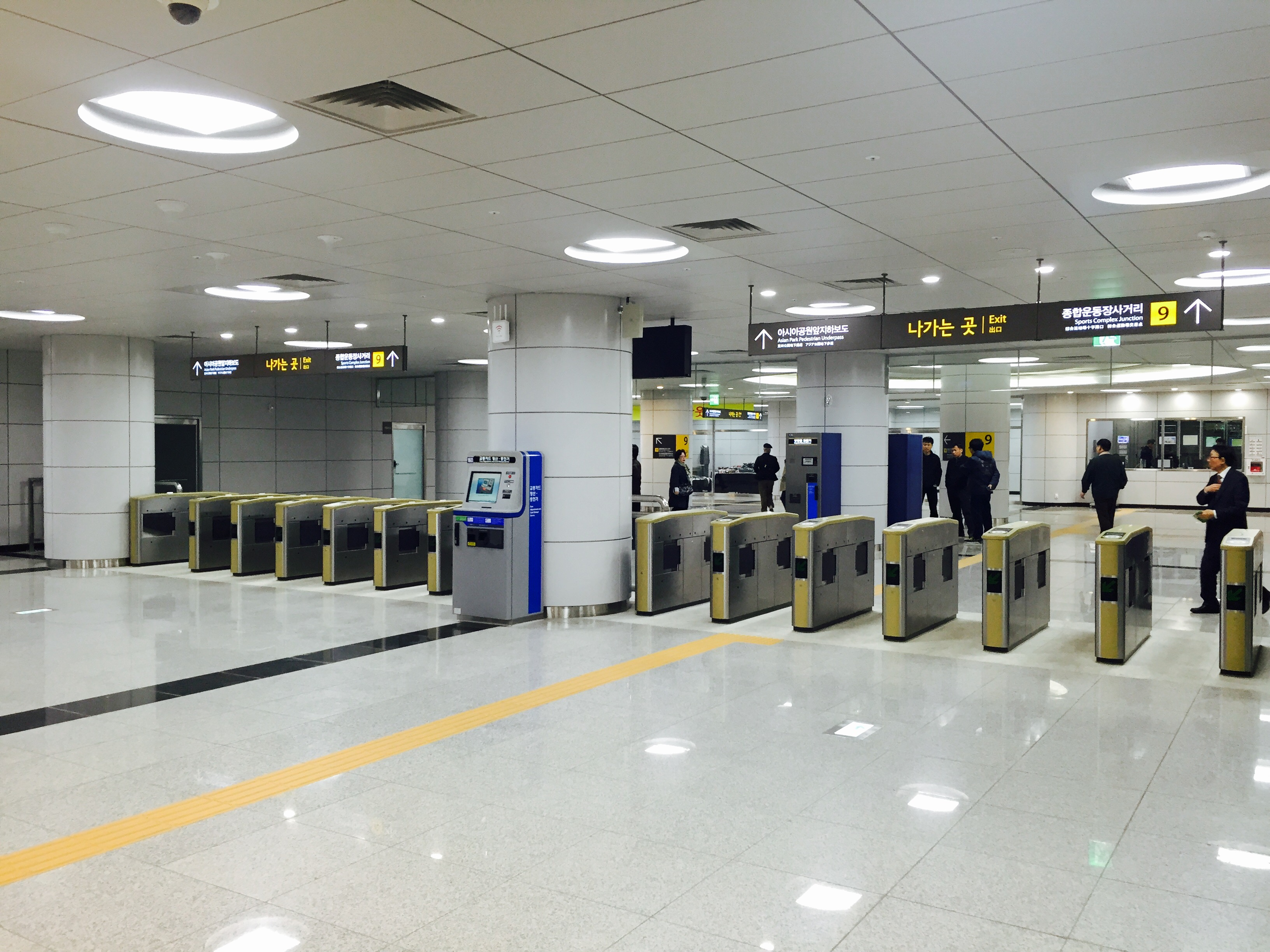
En 2015.
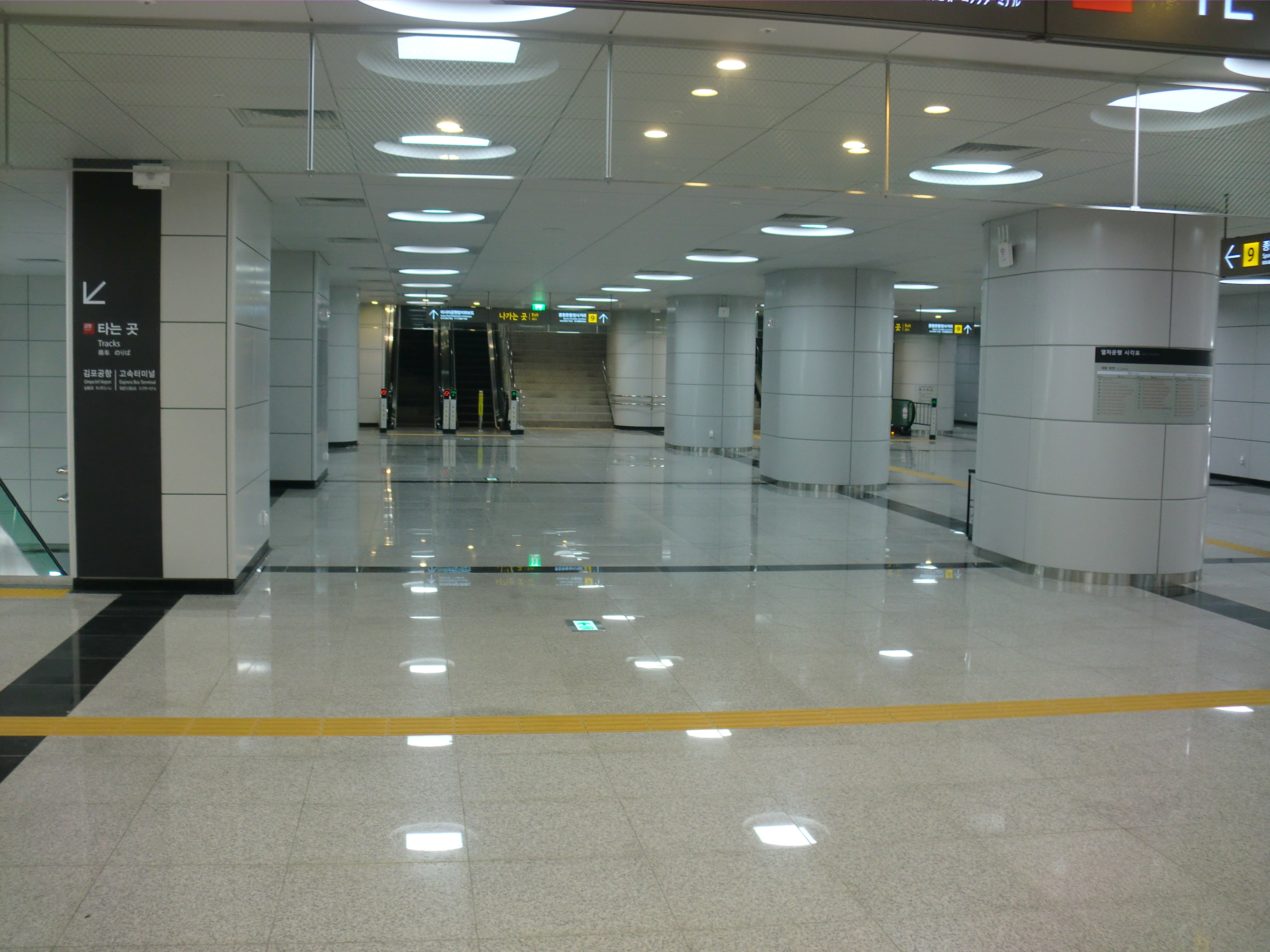
En 2015.
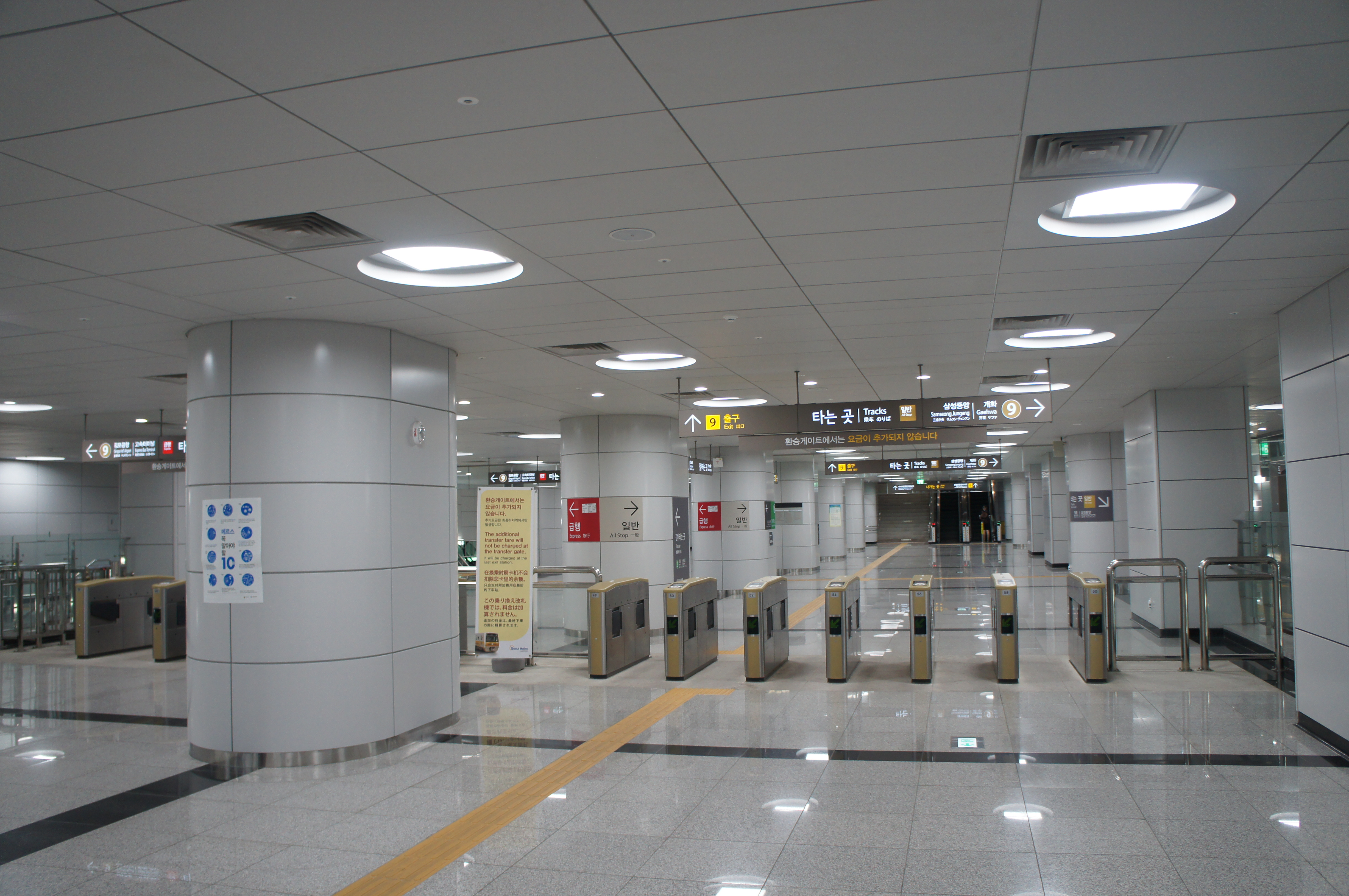
En 2015.

### Desserte

#### Station ligne 2
Complex Sportif est desservie par les rames omnibus qui circulent sur la ligne 2.

Installations
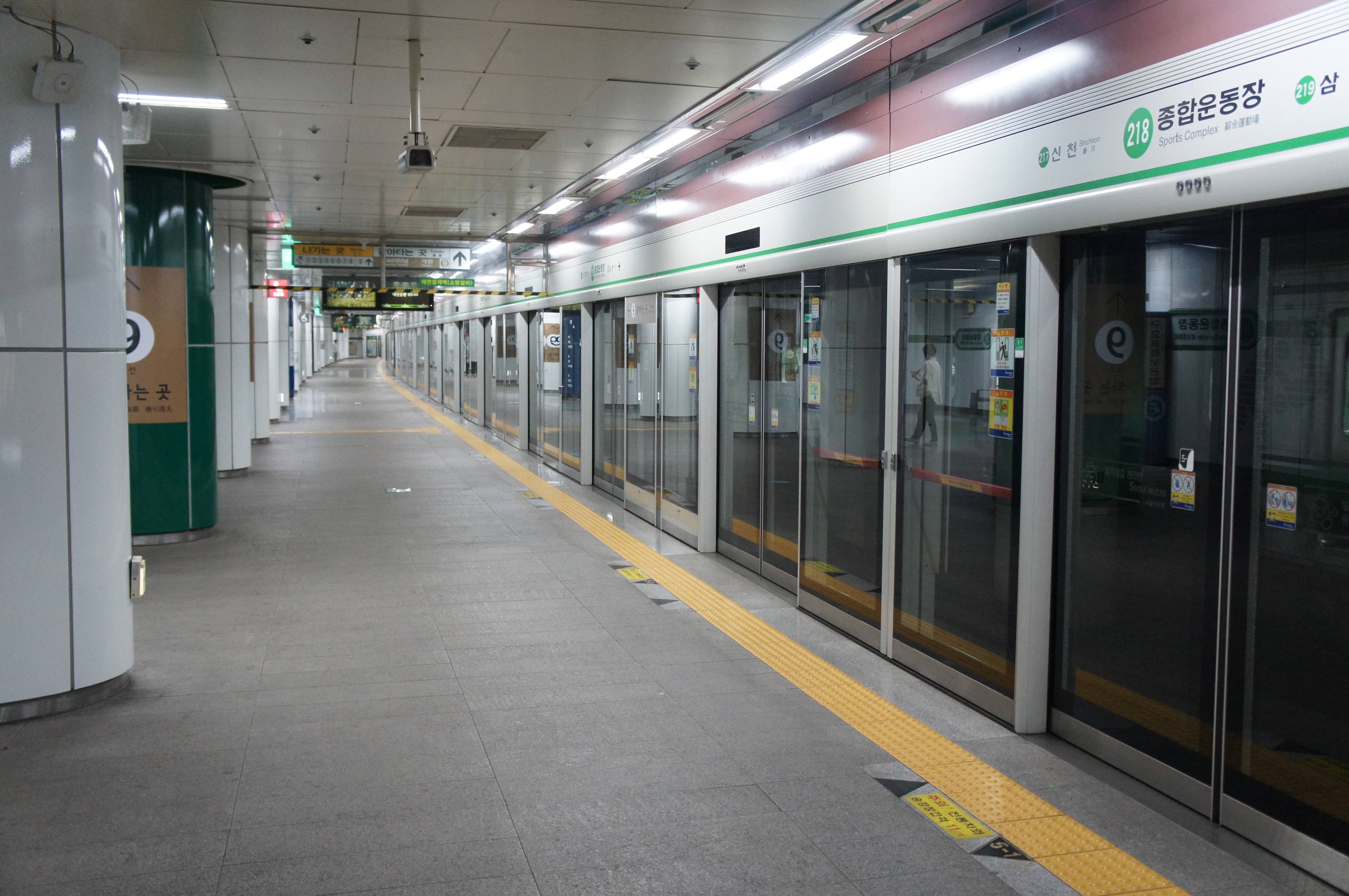
En 2015.
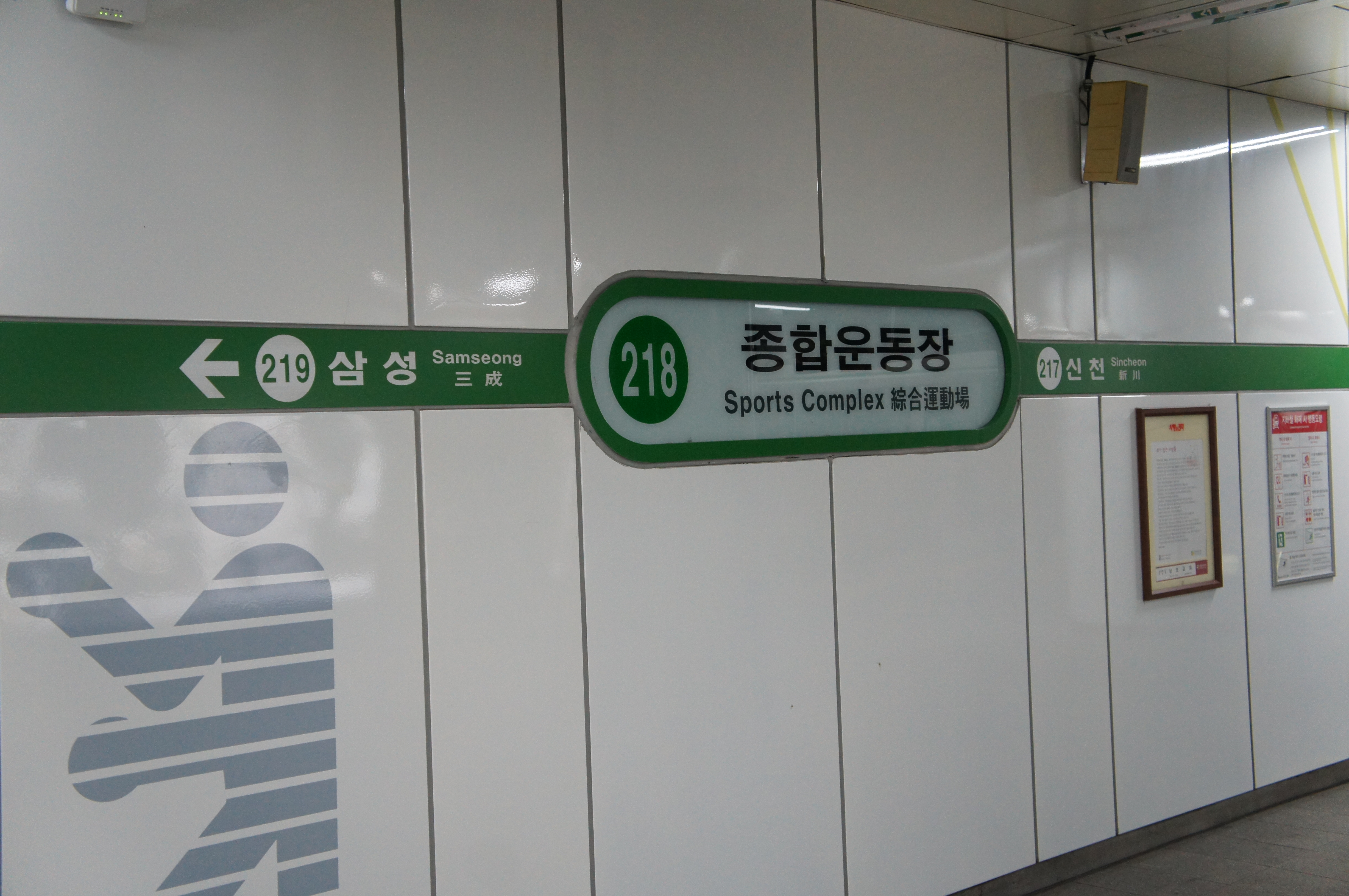
En 2015.
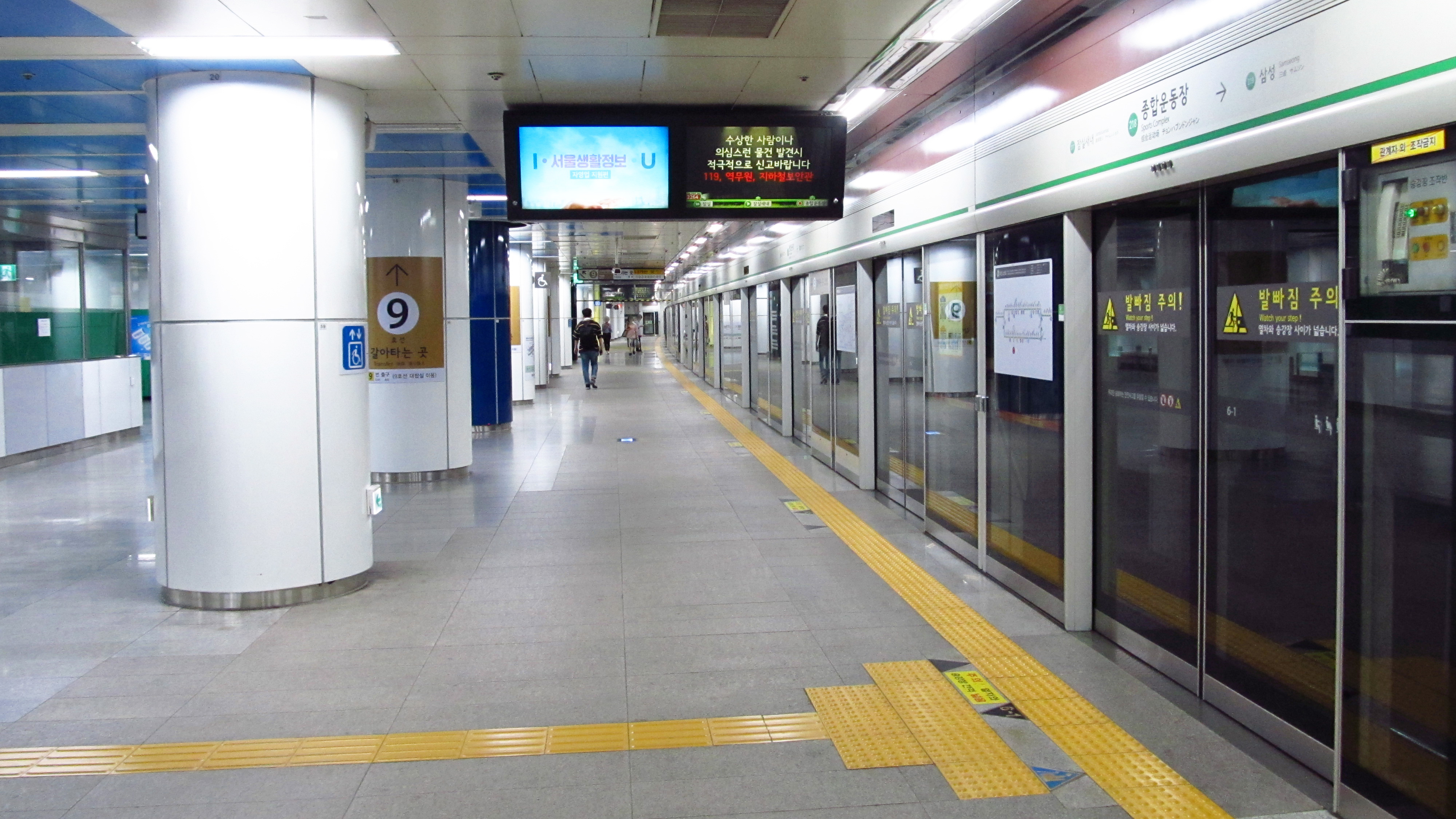
En 2018.

#### Station ligne 9
Complex Sportif est desservie par les rames omnibus et express qui circulent sur la ligne 9.

Installations
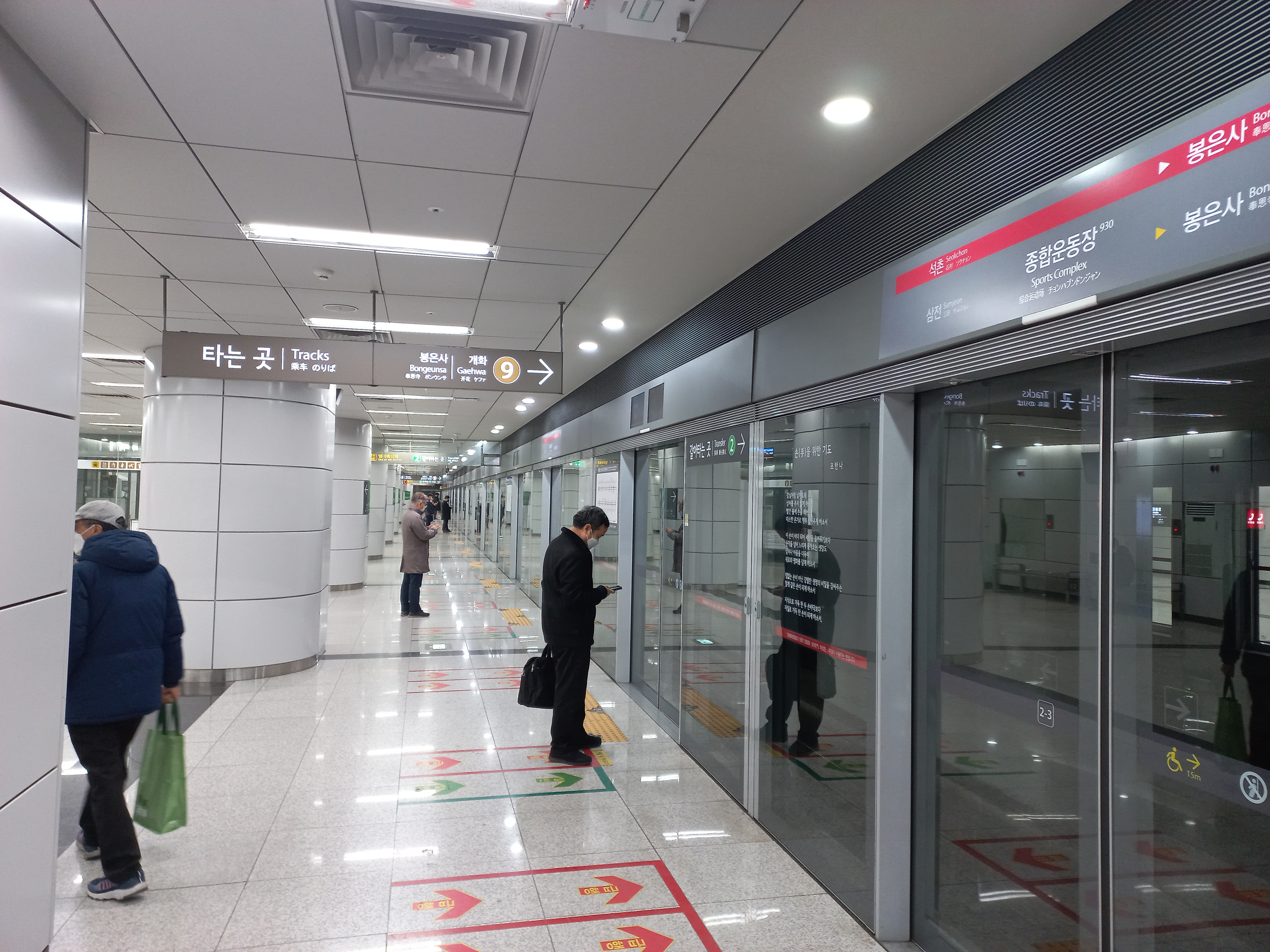
En 2022.
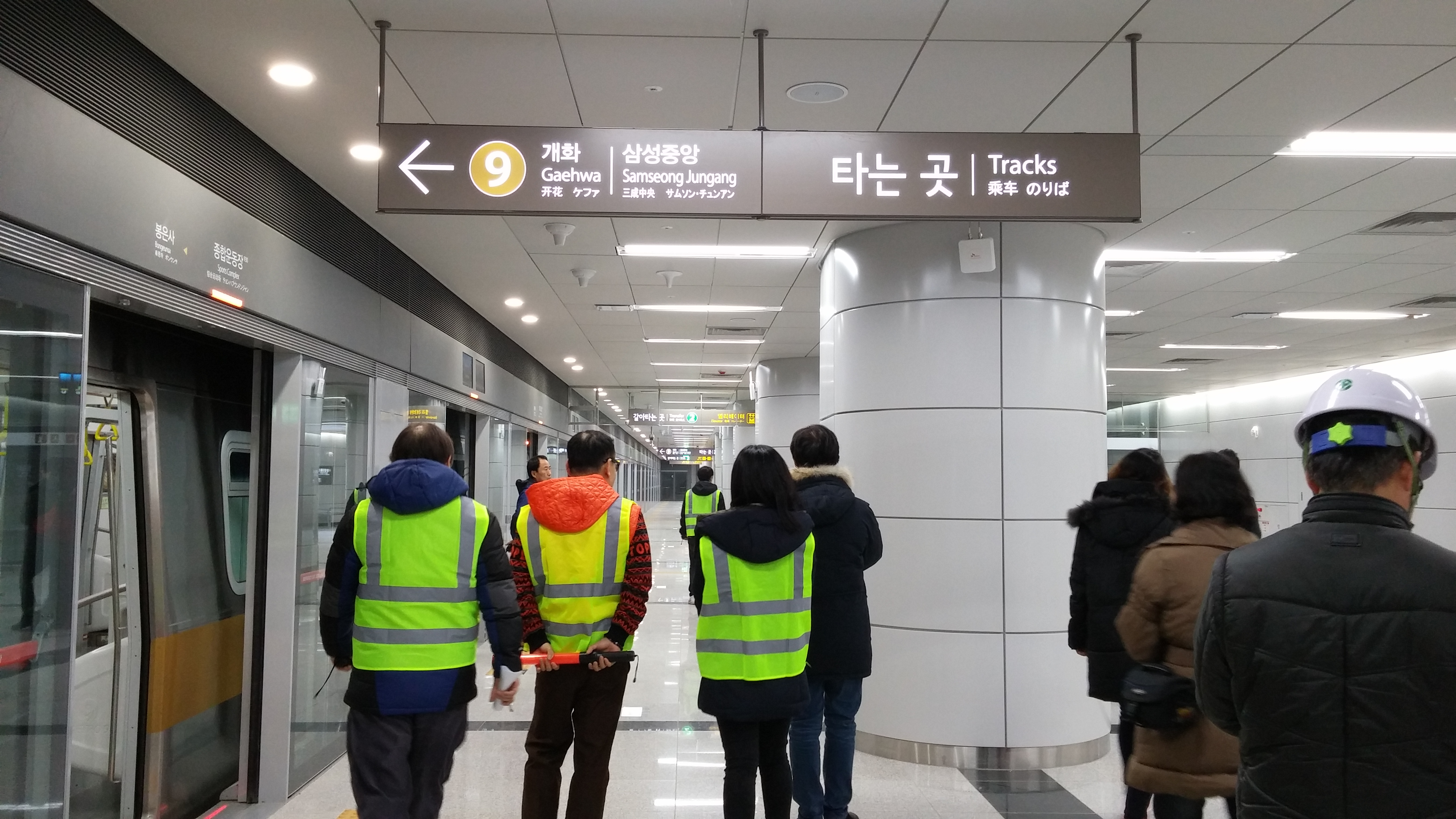
En 2015.
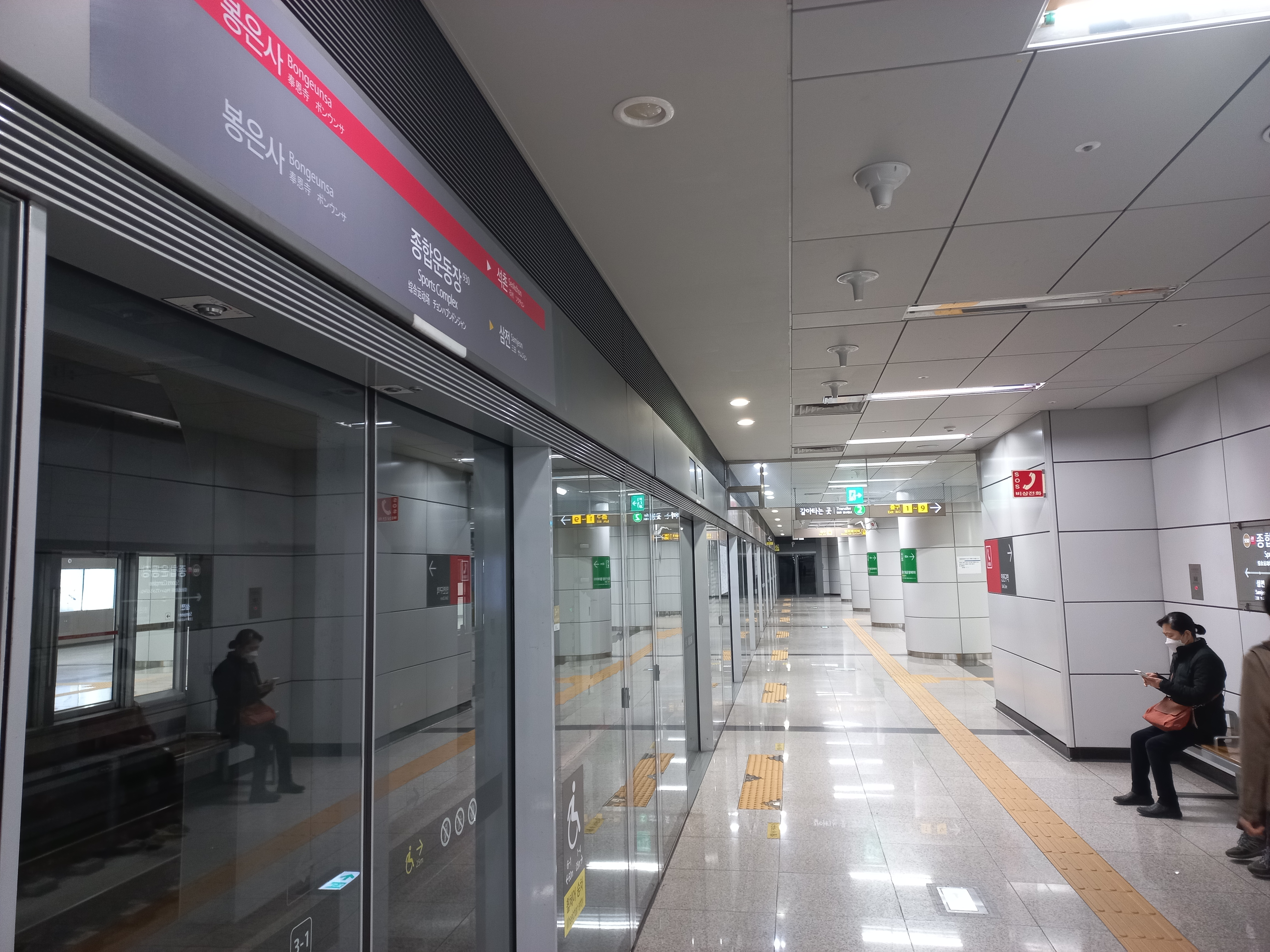
En 2022.

### Intermodalité
Des arrêts de bus sont installés à proximité de la station.

## À proximité
On trouve notamment : le stade olympique, le stade de baseball Jamsil, le gymnase intérieur Jamsil Els et l'Asia Park (en).